# کوسه شنی
کوسه شنی (نام علمی: Odontaspididae) نام یک تیره از راسته کوسه‌سانان است.